# Museu de Arte de Ribeirão Preto
O Museu de Arte de Ribeirão Preto "Pedro Manuel-Gismondi" (ou MARP) é um museu de arte localizado na cidade de Ribeirão Preto, no interior do estado de São Paulo, Brasil. Inaugurado em 1992, com o objetivo de reunir o acervo artístico pertencente à prefeitura, o museu é uma instituição pública municipal, subordinado à Secretaria Municipal da Cultura. Desde a sua fundação, o museu encontra-se instalado no antigo edifício da Sociedade Recreativa, inaugurado em 1908, que também já serviu de sede à Câmara Municipal de Ribeirão Preto.
Em pouco mais de duas décadas de existência, o museu já sediou mostras importantes e desenvolveu concursos e projetos de alcance nacional, destacando-se o Salão de Arte de Ribeirão Preto (SARP). O museu possui um acervo artístico focado na produção regional, mas abrangendo também importantes nomes da arte moderna e contemporânea brasileira. É equipado com biblioteca especializada e mantém atividades educativas e culturais. O museu também administra um segundo espaço expositivo, localizado no Centro de Convenções Ribeirão Preto, e desenvolve suas atividades em colaboração com outras instituições culturais da cidade.

## História
O Museu de Arte de Ribeirão Preto foi inaugurado em 22 de dezembro de 1992, no fim da gestão do prefeito Welson Gasparini. O objetivo era reunir em um só local todo o patrimônio artístico pertencente à prefeitura, formado por obras adquiridas no âmbito do Salão de Arte de Ribeirão Preto e do Salão Brasileiro de Belas Artes, e por outras amealhadas pelo executivo municipal ao longo das décadas, a maior parte com finalidade de decorar os escritórios governamentais. Após seu estabelecimento oficial, o museu também passou a receber doações de particulares, como os conjuntos de obras dos artistas Leonello Berti e Nair Opromolla.
Malgrado os obstáculos provenientes da falta de recursos nos primeiros anos, o MARP conseguiu superar as dificuldades estruturais e estabeleceu-se em pouco tempo como uma importante instituição cultural em sua região. O museu buscou imprimir a suas atividades um perfil voltado à arte contemporânea e à valorização da produção artística regional. Influíram firmemente para a sua consolidação como centro cultural de expressão regional uma série de exposições temporárias com nomes consagrados, tais como Alfredo Volpi, Arthur Bispo do Rosário, Bassano Vaccarini, Dudi Maia Rosa, Franz Weissmann, Iberê Camargo, Leda Catunda, Odilla Mestriner, Paulo Whitaker, Pedro Manuel-Gismondi, Sandra Cinto, Sérgio Romagnolo, Sérgio Sister, Siron Franco e Tomie Ohtake.
O museu também tornou-se responsável por organizar os três principais salões de arte ribeirão-pretanos, o Salão Brasileiro de Belas Artes de Ribeirão Preto (SABBART), o Salão Nacional de Humor de Ribeirão Preto e, destacadamente, o Salão de Arte de Ribeirão Preto (SARP), significativo salão de arte nacional. Os prêmios aquisitivos das edições anuais do salões permanecem, desde então, como a principal forma de expansão do acervo, tendo permitido a este a aquisição de obras significativas de artistas como Alex Flemming, León Ferrari e Rosângela Rennó, entre outros.
No ano 2000, a instituição teve seu nome alterado para Museu de Arte de Ribeirão Preto "Pedro Manuel-Gismondi". O nome é uma homenagem ao pintor, escritor, crítico de arte e professor ítalo-brasileiro Pedro Manuel-Gismondi, morto no ano anterior. Manuel-Gismondi foi representante do Brasil no Congresso Internacional de Críticos de Arte de Bruxelas, expoente do Realismo Mágico brasileiro, ao lado de Wesley Duke Lee, e diretor da Escola de Artes Plásticas de Ribeirão Preto - cidade onde realizou sua primeira exposição individual, na Galeria 4 Artes.
Em 2002, durante as comemorações do aniversário de dez anos do museu, o MARP realizou, em parceria com o Museu Lasar Segall de São Paulo, a exposição Lasar Segall – Imagens do Brasil, que deu início ao Projeto MARP 10 ANOS. No âmbito deste projeto, o museu recebeu uma doação de 252 gravuras do artista Pedro Manuel-Gismondi, ofertadas por sua família.
Em 2003, seguindo as celebrações dos 80 anos da Semana de Arte Moderna de 1922, o museu organizou a importante mostra retrospectiva Modernidade Emergente, com 44 obras de artistas que se destacaram na primeira geração de modernistas do Brasil, tais como Vicente do Rego Monteiro, Tarsila do Amaral, Victor Brecheret, Di Cavalcanti, Portinari, Lasar Segall e Anita Malfatti. Neste mesmo ano, o museu instituiu o Programa Exposições, realizado anualmente pela Secretaria Municipal da Cultura, responsável por selecionar, em âmbito nacional, mostras para complementar o calendário anual de exposições do MARP. Em 2004, foi criada a Associação de Amigos do MARP (AAMARP), organização da membros da sociedade civil interessados em auxiliar na continuidade dos trabalhos desenvolvidos pela instituição e na ampliação do acervo.
Nos últimos dez anos o museu tem organizado importantes exposições e projetos, garantindo grande visibilidade e expressiva visitação junto ao público regional. É o caso das mostras dedicadas a Salvador Dalí (Dalí Monumental), Cândido Portinari (Interior de Portinari), Lasar Segall (Maternidades), Alberto da Veiga Guignard (Viajando com Guignard) e José Pancetti (100 anos de Pancetti). O incremento da visitação permitiu ao museu realizar uma série de benfeitorias, tais como a climatização do espaço expositivo, a aquisição de equipamentos e melhoria do sistema de iluminação, adequando sua sede para a recepção de mostras itinerantes.
Entre as mais importantes mostras recentes, destaca-se a exposição Coleção Nemirovsky: Obras em Destaque, realizada em 2010. A exposição, composta por obras selecionadas do acervo da Fundação Nemirovsky, foi realizada em parceria com a Secretaria de Cultura do governo paulista e com a Pinacoteca do Estado (depositária da coleção).
Além das mostras temporárias, o MARP mantém atividades educativas e culturais permanentes, em colaboração com outras unidades da Secretaria de Cultura do município, tais como a Casa da Cultura, a Escola de Arte do Bosque e a Galeria de Arte a Céu Aberto. O museu oferece cursos voltados a artistas e interessados em geral, projetos de capacitação de monitores e professores e outros que visam a formação e discussão de arte, como palestras, workshops e acompanhamento da produção artística local.

## Edifício
Desde sua inauguração, o Museu de Arte de Ribeirão Preto encontra-se localizado na antiga sede da Sociedade Recreativa, construído no início do século XX. O edifício, em estilo eclético, foi projetado pelo arquiteto ítalo-brasileiro Affonso Geribello e sua execução ficou a cargo de Vicente Lo Giudice. Foi inaugurado em 31 de dezembro de 1908. Em 1924, o edifício foi ampliado, após a aquisição de um terreno contíguo. Novas adaptações foram realizadas em 1935.
Em 1945, o Conselho Deliberativo da Sociedade Recreativa aprovou a construção de uma nova sede para substituir o edifício de 1908, que, segundo a mesma resolução, deveria ser demolido. O plano, entretanto, não se concretizou. Em 1951, a Sociedade Recreativa lançou novamente um concurso para a escolha a nova sede, a ser erguida no terreno de sua sede de campo, desta vez de forma bem sucedida. Após a mudança da Sociedade Recreativa, sua sede passou a ser ocupada pela Câmara Municipal de Ribeirão Preto, em 1956. A Câmara Municipal funcionou no prédio até 1984, quando foi transferida para a sede atual (pavimento superior da Casa da Cultura). Após uma grande reforma, o edifício passou a abrigar o museu, em 1992.
Em 2008, o edifício foi tombado pelo Conselho de Preservação do Patrimônio Cultural de Ribeirão Preto (Conppac), em resposta à iniciativa do processo de tombamento iniciado pela Associação de Amigos do MARP em 2006.

## Acervo
O Museu de Arte de Ribeirão Preto possui um acervo com mais de mil obras, a maioria das quais realizadas por artistas de Ribeirão Preto e região no período do pós-guerra. As mais representativas obras do acervo foram reunidas por meio do tradicional Salão de Arte de Ribeirão Preto (SARP), realizado anualmente há mais de três décadas. O acervo possui núcleos significativos de obras dos chamados "cinco históricos", isto é, os artistas plásticos que mais se destacaram em Ribeirão Preto durante as décadas de 1970 e 1980: Odilla Mestriner, Pedro Manuel-Gismondi, Francisco Amêndola, Bassano Vaccarini e Maurilima, além de Domenico Lazzarini, pintor ítalo-brasileiro que, ao lado de Vaccarini, foi responsável pela modernização das artes em Ribeirão Preto, ao fundar o Núcleo de Artes Plásticas em 1957 (embrião da atual Escola de Artes Plásticas de Ribeirão Preto). Outros importantes artistas regionais presentes no acervo são Francisco Amêndola, Vagner Dante Veloni, Fernando Dias, Sofia Borges, Regina Johas e Renata Lima.
Em menor escala, estão representados no acervo artistas contemporâneos de expressão nacional ou internacional, tais como Alex Flemming, Rosângela Rennó, León Ferrari, Leda Catunda, Marcelo Grassmann, Ana Maria Tavares, Ester Grinspum, Vânia Mignone, Siegbert Franklin, Leonilson, Rodolpho Parigi e Niobe Xandó ademais de um pequeno núcleo de obras do modernismo, com destaque para a escultura Maternidade, de Lasar Segall.
A Biblioteca Leopoldo Lima, localizada no térreo do edifício, é especializada em história da arte e aberta à visitação pública. O museu também abriga a Biblioteca e Arquivo Pedro Manuel-Gismondi - acervo documental e bibliográfico, com cerca de 3.000 volumes, entregue pela família de Manuel-Gismondi ao MARP em regime de comodato.